# Brackenwood

Brackenwood est une série d'animation en flash américaine en plusieurs épisodes, créée par Adam Phillips  et diffusée sur le site éponyme.

## Synopsis
La série est placée sur la planète fictive de Brackenwood. Elle semble contenir des créatures basées au loin de la mythologie irlandaise (fées), de la cryptozoologie (Littlefoot et Bigfoot), et d'autres de la propre imagination du créateur. 
La planète semble petite. La surface de la planète est couverte d'une forêt apparemment sans fin qui change des prairies aux jungles. Sous la surface, cependant, est une vaste et encore inconnue couche aquifère qui nourrit la forêt ci-dessus. Un des divers mystères de série inclut la nature de la couche aquifère évasive dont les habitants font face.
Un aspect de distinction du temps de Brackenwood est ce qui est connu comme brise musicale, une musique douce et calmante qui continue certains des vents de la planète. Il commence comme le tintement d'une cloche ou du trill d'un oiseau minuscule, et graduellement les constructions étranges et hantantes parfois de mélodie. Les origines de la musique sont un mystère. 
Parfois les vents sont silencieux, ainsi la musique ne doit pas toujours être entendue. Tandis que les brises musicales sont calmantes, le musical donne l'assaut à sont loin de ceci. Elles sont une cacophonie assourdissante et épouvantable des notes se heurtantes et des hurlements. Cette rafale ne fait rien à endommager les oreilles, mais envoie à la place une vague envahissante très agréable.